# Volksgerichtshof

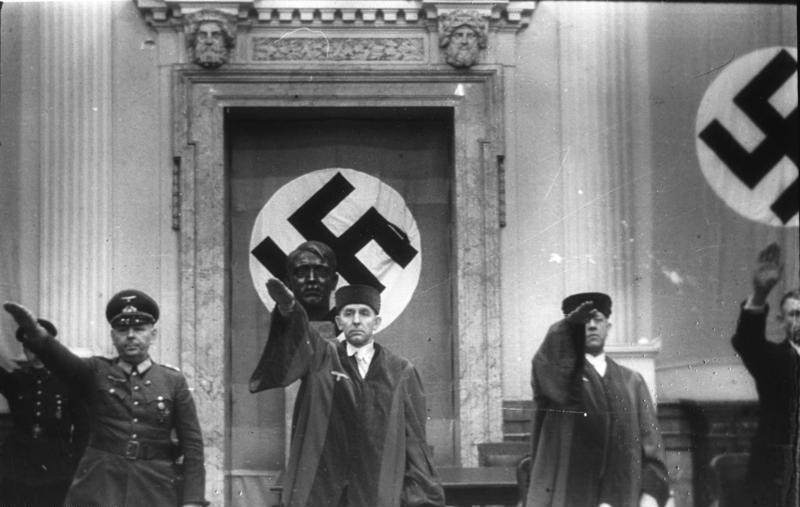
Ouverture d'une session du Volksgerichtshof : les juges effectuent le salut nazi.

Le Volksgerichtshof (VGH, en français : « Tribunal du peuple ») est une cour spéciale, plus précisément un tribunal politique visant la condamnation pour haute trahison et atteinte à la sureté de l'État contre le régime nazi ; il est mis en place par Adolf Hitler après le fiasco du procès de l'incendie du Reichstag en 1933.

## Organisation
La « Loi pour le jugement de la haute trahison et de la trahison » (Gesetz zur Aburteilung von Hoch- und Landesverrat) du 24 avril 1934 crée le Volksgerichthof, qui commence à fonctionner en tant que tribunal spécial le 1er août 1934 à Berlin.
À partir de 1935, le tribunal siégeait dans le bâtiment d'un ancien lycée au 15, Bellevuestraße, près de la Potsdamer Platz de Berlin. Certains procès, comme celui des résistants du 20 juillet 1944, eurent lieu dans les locaux de la Kammergericht (« cour d'appel »), construite de 1909 à 1913 dans le quartier de Schöneberg. Après la guerre, celui-ci abrita le Conseil de contrôle allié, et plus particulièrement à partir du blocus de 1948, l'organisme chargé du contrôle des couloirs aériens menant à Berlin. Depuis 1997, la Kammergericht a repris sa destination initiale, puisqu'il accueille la cour constitutionnelle de Berlin.

### Effectif
Au 1er janvier 1943, le Tribunal du peuple comprenait 47 juges professionnels et 95 juges « bénévoles », dont 30 officiers, 4 officiers de police et 48 membres de la SA, de la SS, du NSKK ou des Jeunesses hitlériennes. En 1944, le nombre des assesseurs était monté à 173 et le nombre de procureurs du Reich à 179. De 1934 à 1945, le tribunal prononça plus de 10 980 condamnations à une peine de prison et 5 179 condamnations à mort pour haute trahison.

### Présidents
- Fritz Rehn (en) du 13 juillet 1934 au 18 septembre 1934 ;
- Wilhelm Bruner (de) du 19 septembre 1934 au 30 avril 1936 ;
- Otto Georg Thierack du 1er mai 1936 au 20 août 1942 ;
- Roland Freisler du 20 août 1942 au 3 février 1945 : c'est sous sa présidence que le plus grand nombre de condamnations a été prononcé, notamment à la suite des arrestations liées à la tentative d'assassinat de Hitler du 20 juillet 1944  ;
- Wilhelm Crohne du 4 février au 11 mars 1945 ;
- Harry Haffner (en) du 12 mars au 24 avril 1945.

## Principaux condamnés
- Robert Abshagen
- René Birr
- Hans-Jürgen von Blumenthal
- Eugen Bolz
- Klaus Bonhoeffer
- Bruno Binnebesel (de)
- Alfred Delp
- Erich Fellgiebel
- Reinhold Frank
- Eugen Gerstenmaier
- Carl Friedrich Goerdeler
- Helene Gotthold
- Albrecht von Hagen
- Nikolaus von Halem (en)
- Paul von Hase
- Robert Havemann
- Liselotte Herrmann
- Erich Hoepner
- Helmuth Hübener
- Marie-Luise Jahn
- Rudolf Kriss (de)
- Hans Conrad Leipelt
- Wilhelm Leuschner
- Max Josef Metzger
- Arthur Nebe
- Erich Ohser (e.o.plauen)
- Erwin Planck
- Christoph Probst
- Siegfried Rädel
- Alexander Schmorell
- Hans Scholl
- Sophie Scholl
- Fritz-Dietlof von der Schulenburg
- Eva Schulze-Knabe
- Bernhard Schwentner (en)
- Ulrich Wilhelm Schwerin von Schwanenfeld
- Robert Stamm (en)
- Berthold von Stauffenberg
- Adam von Trott zu Solz
- Robert Uhrig
- Joseph Wirmer (en)
- Eleonore Wolf (de)
- Johannes Wüsten (de)
- Peter Yorck von Wartenburg
- Erwin von Witzleben
- Emmy Zehden

### Victimes françaises
Personnes condamnées à mort par le 2e sénat du Volksgerichtshof, procès du 23 février 1943 à Augsbourg : à la suite d'arrestations d'octobre 1941 sur trahison, dans le cadre de l'opération Porto.
- Les résistants du groupe René Gallais de Fougères attaché au réseau Ceux de la Libération : René Gallais, Raymond Loizance, Louis Riche, François Lebosse, Marcel Patois, Antoine Perez, Jules Rochelle, Jules Fremont. Condamnés à mort, ils sont décapités à la prison de Stadelheim à Munich le 21 septembre 1943.
- Louisette Pitois, condamnée à mort ; sa peine est commuée en déportation. Après Ravensbrück et Mauthausen, elle meurt à Bergen-Belsen.
- Andrée et Huguette Gallais ainsi que Marcel Lebastard verront aussi leurs condamnations à mort commuées ; envoyés dans les camps de concentration, ils reviendront en mai 1945[3],[4].

Personnes condamnées à mort par le 2e sénat du Volksgerichtshof, du 12 octobre au 19 octobre 1943 (affaire Kontinent, procès du groupe Combat Zone Nord) :
- Elizabeth Dussauze, Jane Sivadon, André Noël, Charles Le Gualès de la Villeneuve, Tony Ricou et Odile Kienlen (12 octobre)
- Marietta Martin, Raymond Burgard et Paul Petit (16 octobre)

À la suite du démantèlement du réseau d'évasion alsacien Equipe Pur Sang, personnes condamnées à mort par la première chambre du Volksgerichtshof à Strasbourg le 26 janvier 1943 : 
- Lucienne Welschinger, Marie Gross, Antoine Krommenacker, Albert Hott, et Paul Widmann. Les autres membres du réseau sont condamnés à de lourdes peines de prisons.

Les condamnations à mort sont suspendues et ne seront jamais exécutées.

## Le Volksgerichtshof et la justice d’après-guerre

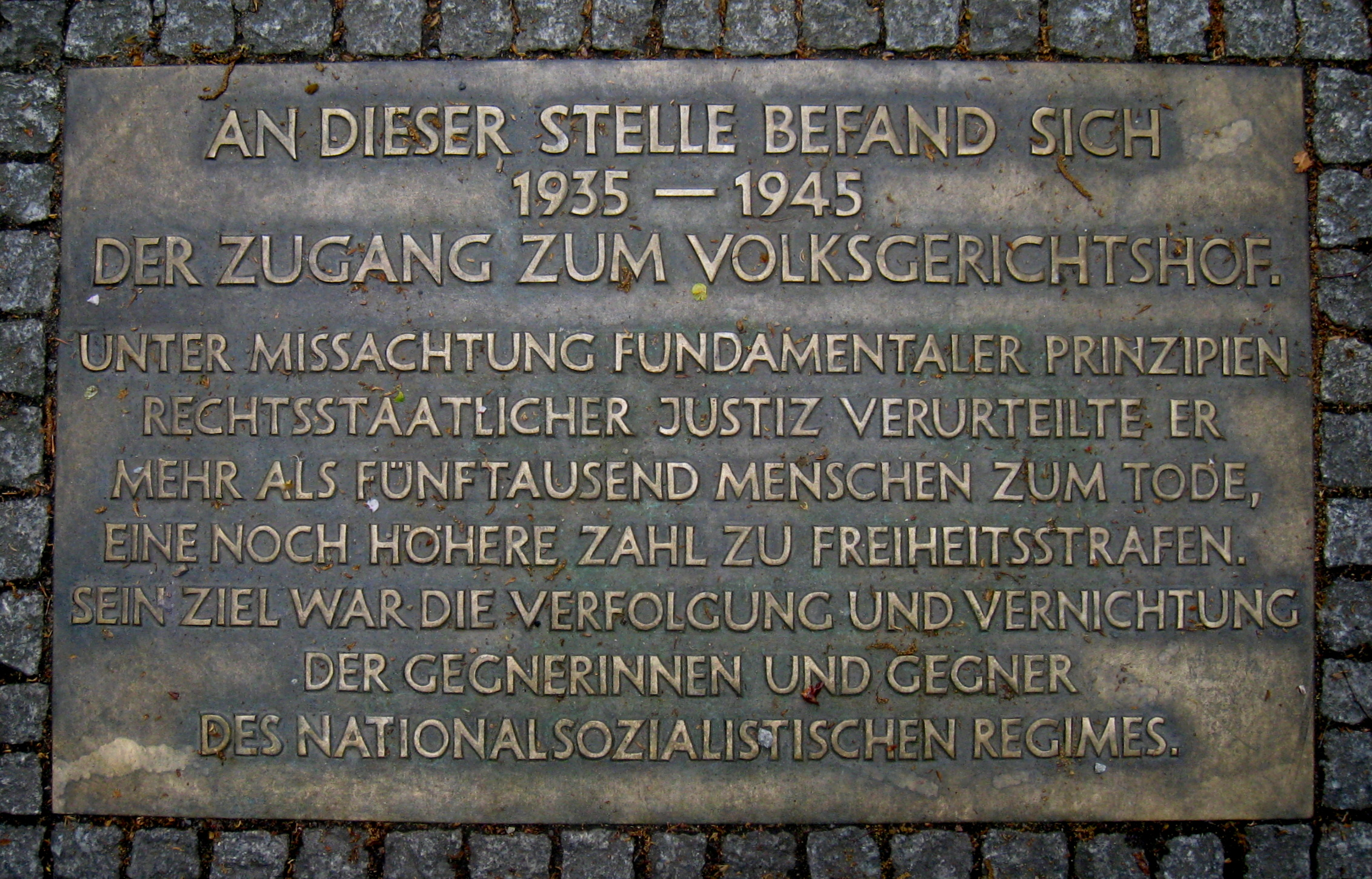
Mémorial marquant le site d'entrée au Volksgerichtshof.

En 1956, le Tribunal constitutionnel fédéral a accordé aux membres du Volksgerichtshof le « privilège du juge » (Richterprivileg) selon lequel personne ne pouvait être condamné en raison d'une infraction à la loi ou d'autres délits pénaux, s'il s'en était tenu aux lois alors en vigueur et n'avait pas reconnu le caractère criminel de son action. En 1991, le ministère public de Berlin a définitivement arrêté les procédures d'enquête, bien que le Bundestag, le 25 janvier 1985, ait qualifié à l'unanimité le Tribunal du peuple d’« instrument de terreur ayant servi à l'imposition du despotisme national-socialiste ». C'est seulement en 1988 que les jugements du Tribunal du peuple et des autres cours spéciales ont été abolis par une loi. Aucun des quelque 570 juges et procureurs n'a été contraint de s'expliquer. Seules 4 personnes ont été inculpées par la République fédérale d'Allemagne pour aide et dénonciation.

## Le2esénatdu Volksgerichtshof
Pendant la guerre, une chambre itinérante, le 2e sénat du Volksgerichtshof est plus particulièrement chargée de juger les affaires concernant les étrangers emprisonnés en Allemagne :
- travailleurs requis ou volontaires,
- prisonniers de guerre,
- résistants et politiques.

Dans les deux premières catégories, les cas les plus courants sont des accusations de vol, sabotage, espionnage, pillage de quartiers bombardés, etc.
Les résistants et les politiques sont inculpés de haute trahison (espionnage ou intelligence avec l'ennemi).
Les condamnations sont sévères. La peine de mort est fréquente. Les peines de prison à temps sont effectuées dans une maison de travaux forcés ou dans un camp.
Fin 1943, le 2e sénat du VGH est composé d'un président, Dr Wilhelm Crohne, assisté du directeur de justice Heinz Preussner, du vice-amiral Heino von Heimburg, du général d’aviation Hermann Stutzer et du chef de jeunesses hitlériennes Hans Kleeberg, puis du SA-Obergruppenfuhrer Kurt Lasch (de). L’avocat général est le Dr Gerhard Görish.
Le 2e sénat du VGH juge des militants de l'Armée des volontaires, du réseau Saint-Jacques et du réseau Hector (affaire « Porto »), de La France continue et de Combat Zone nord (affaire « Kontinent »).

## Documentaire
- 2023 : Les tribunaux d'Hitler de Marie-Pierre Camus et Jean-Marie Barrère.